# Potentilla beringii
Potentilla beringii är en rosväxtart som beskrevs av B.A. Jurtzev. Potentilla beringii ingår i Fingerörtssläktet som ingår i familjen rosväxter. Inga underarter finns listade i Catalogue of Life.